# Deerlijk
Deerlijk este o comună neerlandofonă situată în provincia Flandra de Vest, regiunea Flandra din Belgia. La 1 ianuarie 2008 avea o populație totală de 11.283 locuitori. 

## Geografie
Suprafața totală a comunei este de 16,82 km². Comuna Deerlijk este formată din mai multe localități. Acestea sunt:
| - I. Deerlijk - II. Sint-Lodewijk |

Localitățile limitrofe sunt:
- Comuna Harelbeke:
  - a. Harelbeke
- Comuna Waregem:
  - b. Beveren
  - c. Desselgem
  - d. Waregem
- Comuna Anzegem:
  - e. Vichte
- Comuna Zwevegem:
  - f. Otegem
  - g. Heestert
  - h. Zwevegem

## Localități înfrățite
- Germania: Neunkirchen am Brand.